# BMW Sauber F1.09
Der BMW Sauber F1.09 war der vierte und letzte Formel-1-Rennwagen von BMW Sauber F1. 

## Renngeschichte
Der von Willy Rampf konstruierte Wagen nahm an allen 17 Rennen der Formel-1-Saison 2009 teil, wurde vom Polen Robert Kubica sowie dem Deutschen Nick Heidfeld gesteuert und fuhr zwei zweite Plätze heraus (Heidfeld beim Großen Preis von Malaysia und Kubica beim Großen Preis von Brasilien) – wodurch das Team in seiner letzten Saison die Konstrukteurswertung mit 36 Punkten auf dem sechsten von zehn Rängen beendete. Der V8-Motor P86/9 kam von BMW und in fünf Rennen wurde das Kinetic Energy Recovery System eingesetzt, das sonst nur noch im Ferrari F60, McLaren MP4-24 und dem Renault R29 angewandt wurde.

## Lackierung und Sponsoring
Der F1.09 ist überwiegend in Weiß und Blau lackiert. Es werben Intel, Petronas und T-Systems auf dem Fahrzeug.

## Ergebnisse
| Fahrer               | Nr.                  | 1  | 2   | 3  | 4  | 5  | 6   | 7  | 8  | 9  | 10 | 11 | 12 | 13  | 14  | 15 | 16  | 17 | Punkte | Rang |
| -------------------- | -------------------- | -- | --- | -- | -- | -- | --- | -- | -- | -- | -- | -- | -- | --- | --- | -- | --- | -- | ------ | ---- |
| Formel-1-Saison 2009 | Formel-1-Saison 2009 |    |     |    |    |    |     |    |    |    |    |    |    |     |     |    |     |    | 36     | 6.   |
| R. Kubica            | 5                    | 14 | DNF | 13 | 18 | 11 | DNF | 7  | 13 | 14 | 13 | 8  | 4  | DNF | 8   | 9  | 2   | 10 | 36     | 6.   |
| N. Heidfeld          | 6                    | 10 | 2   | 12 | 19 | 7  | 11  | 11 | 15 | 10 | 11 | 11 | 5  | 7   | DNF | 6  | DNF | 5  | 36     | 6.   |

| Legende  | Legende            | Legende                                                          |
| Farbe    | Abkürzung          | Bedeutung                                                        |
| -------- | ------------------ | ---------------------------------------------------------------- |
| Gold     | –                  | Sieg                                                             |
| Silber   | –                  | 2. Platz                                                         |
| Bronze   | –                  | 3. Platz                                                         |
| Grün     | –                  | Platzierung in den Punkten                                       |
| Blau     | –                  | Klassifiziert außerhalb der Punkteränge                          |
| Violett  | DNF                | Rennen nicht beendet (did not finish)                            |
| Violett  | NC                 | nicht klassifiziert (not classified)                             |
| Rot      | DNQ                | nicht qualifiziert (did not qualify)                             |
| Rot      | DNPQ               | in Vorqualifikation gescheitert (did not pre-qualify)            |
| Schwarz  | DSQ                | disqualifiziert (disqualified)                                   |
| Weiß     | DNS                | nicht am Start (did not start)                                   |
| Weiß     | WD                 | zurückgezogen (withdrawn)                                        |
| Hellblau | PO                 | nur am Training teilgenommen (practiced only)                    |
| Hellblau | TD                 | Freitags-Testfahrer (test driver)                                |
| ohne     | DNP                | nicht am Training teilgenommen (did not practice)                |
| ohne     | INJ                | verletzt oder krank (injured)                                    |
| ohne     | EX                 | ausgeschlossen (excluded)                                        |
| ohne     | DNA                | nicht erschienen (did not arrive)                                |
| ohne     | C                  | Rennen abgesagt (cancelled)                                      |
| ohne     | keine WM-Teilnahme |                                                                  |
| sonstige | P/fett             | Pole-Position                                                    |
| sonstige | 1/2/3/4/5/6/7/8    | Punktplatzierung im Sprint-/Qualifikationsrennen                 |
| sonstige | SR/kursiv          | Schnellste Rennrunde                                             |
| sonstige | *                  | nicht im Ziel, aufgrund der zurückgelegten Distanz aber gewertet |
| sonstige | ()                 | Streichresultate                                                 |
| sonstige | unterstrichen      | Führender in der Gesamtwertung                                   |